# محوطه فیصل
محوطه فیصل در شهرستان شوشتر، روستای سریمه واقع شده و این اثر در تاریخ ۵ آذر ۱۳۸۰ با شمارهٔ ثبت ۴۳۲۷ به‌عنوان یکی از آثار ملی ایران به ثبت رسیده است.